# Plaza del Senado (Helsinki)
La plaza del Senado (en finés: Senaatintori; en sueco: Senatstorget) es una explanada y un complejo arquitectónico en la ciudad de Helsinki, en Finlandia. Muestra parte de la obra del arquitecto Carl Ludvig Engel, así como una única alegoría de los poderes político, religioso, científico y comercial en el centro de la ciudad, después de que Helsinki fuera designada capital de país en 1812.
La plaza del Senado y sus alrededores conforman la parte más antigua de Helsinki. Los edificios más relevantes que conforman la plaza son la catedral de Helsinki, el palacio del Gobierno, el edificio principal de la Universidad de Helsinki y la Casa Sederholm, el edificio más antiguo de Helsinki que data de 1757.

## Construcción

Panorámica de la plaza del Senado.

Durante los siglos XVII y XVIII en esta zona se hallaba un cementerio. En 1812 la plaza del Senado fue designada como la plaza principal de la nueva capital de Finlandia, cuyo diseño corrió a cargo de Johan Albrecht Ehrenström. El palacio del Gobierno fue completado en el lado este de la plaza en 1822, este edificio sirvió para albergar al Senado de Finlandia hasta 1907, cuando el edificio de la Eduskunta se terminó en 1918, por lo que actualmente alberga la oficina del primer ministro de Finlandia y de su gobierno. El edificio central de la Universidad de Helsinki, en el lado opuesto de la plaza, fue construido en 1832.
La catedral de Helsinki, ubicada en el extremo norte de la plaza, fue el proyecto arquitectónico de mayor duración de Carl Ludvig Engel. Trabajó en esta construcción desde 1818 hasta su muerte en 1840. La catedral de Helsinki, entonces llamada iglesia de Nicolás, domina la escena de la plaza del Senado, y fue finalizada 12 años después de la muerte de Engel, en 1852.

## Estatua de Alejandro II

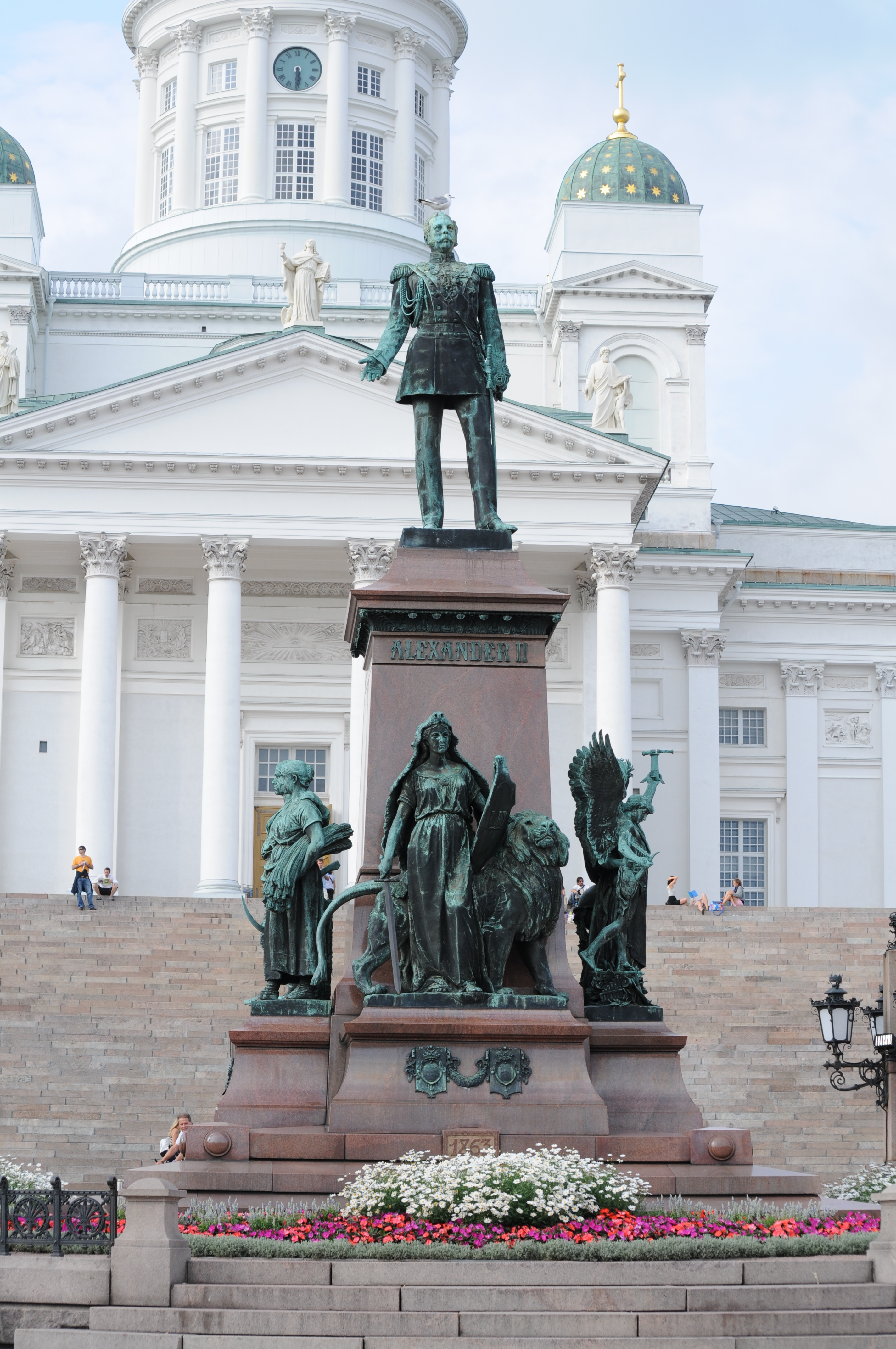
Escultura del zar Alejandro II frente a la catedral de Helsinki, en el centro de la plaza del Senado.

La estatua del emperador Alejandro II de Rusia domina el centro de la plaza. Dicho monumento fue erigido en 1894 para conmemorar el restablecimiento de la Dieta de Finlandia en 1863, así como otras reformas que aumentaron la autonomía de Finlandia con respecto a Rusia. La escultura muestra a Alejandro en un pedestal rodeado de alegorías de la ley, la cultura y algunos ciudadanos. Fue realizada por el escultor Walter Runeberg.
Durante la Rusificación de Finlandia a partir de 1899, la escultura se convirtió en un símbolo de una resistencia sigilosa, con ciudadanos protestando contra los decretos de Nicolás II dejando flores a los pies de la escultura de su abuelo, entonces conocido en Finlandia como «el buen zar». Tras la independencia de Finlandia en 1917, se hicieron algunas peticiones para derruir la escultura. Más tarde se sugirió que fuera reemplazada por la escultura ecuestre de Mannerheim, actualmente frente al Museo Kiasma. Ninguna de estas propuesta se llevaron a cabo y la escultura continúa en el mismo lugar original.

## Actualidad
Actualmente esta plaza es uno de los principales atractivos turísticos en la ciudad de Helsinki. Varios acontecimientos se suceden en ella; desde conciertos, exposiciones de arte y concursos de esculturas de hielo hasta competenciones de snowboarding. La mayoría de edificios de la plaza son propiedad del Gobierno de Finlandia. En la esquina noroeste se instalan cuatro pilares cada invierno para evitar que la nieve cubra la inscripción sobre la iglesia de Ulrica Leonor.
Todos los días a las 17:49 se reproduce una melodía digital desde el carillón de la plaza; esta instalación sonora fue compuesta por Harri Viitanen, compositor y organista de la catedral de Helsinki, y Jyrki Alakuijala, doctor en Tecnología.
La zona aspira a alcanzar la declaración de Patrimonio de la Humanidad por la Unesco, aunque el edificio de su esquina suroccidental bloquea este reconocimiento.